# Veterinarski Glasnik

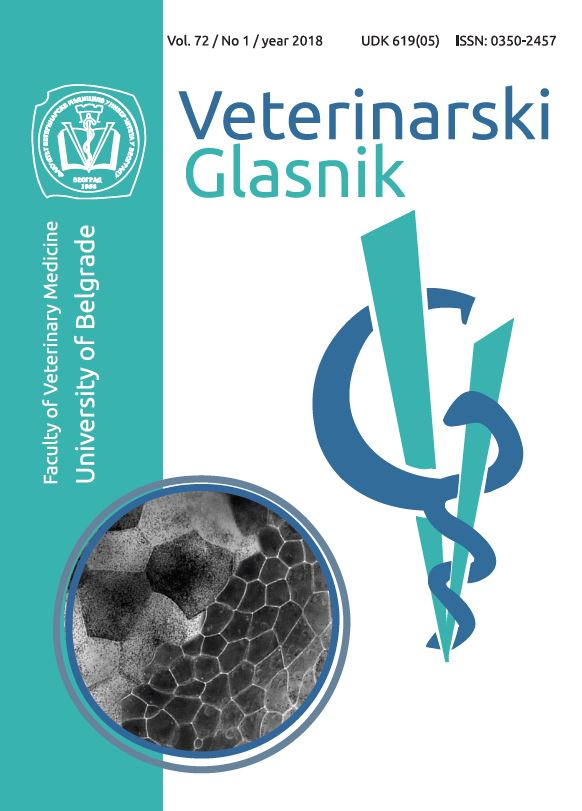
Veterinarski Glasnik, Ausgabe 1/2018

Veterinarski Glasnik ist eine wissenschaftliche Zeitschrift auf dem Gebiet der Veterinärmedizin, die seit 1904 erscheint.

## Über die Zeitschrift
Veterinarski Glasnik ist eine Zeitschrift, die dem Fortschritt und der Verbreitung wissenschaftlicher Erkenntnisse auf dem Gebiet der Tiermedizin und verwandter wissenschaftlicher Disziplinen gewidmet ist. Die Zeitschrift hat eine lange Veröffentlichungstradition mit der Änderung des Titels, Verlag und Redaktion. In der Veterinarski Glasnik werden Forschungsarbeiten, Übersichtsarbeiten, kurze Übersichtsartikel, Kurzmitteilungen, technische Berichte, Fallberichte und Briefe an den Herausgeber veröffentlicht. Veterinarski Glasnik wird auf Englisch, mit Zusammenfassungen auf Englisch und Serbisch, zweimal im Jahr, nach dem Prinzip des Open Access veröffentlicht. Hinweise für die Manuskriptstellung und -einreichung, Reviewverfahren und andere Informationen sind auf der Website der Zeitschrift verfügbar. Dort wird den Autoren Schritt für Schritt der Einreichungsprozess der Manuskripte vorgestellt. Der Zeitschriftsherausgeber ist die veterinärmedizinische Fakultät der Belgrader Universität.

## Geschichte
Am Ende des 19. Jahrhunderts, genau im Jahr 1890, haben Tierärzte die Vereinigung der serbischen Viehärzte gegründet. Die Vereinigung begründete im Dezember 1903 die Zeitschrift Veterinarski Glasnik, in der berufliche und wissenschaftliche Fragen auf dem Gebiet der Veterinärmedizin und Tierhaltung diskutiert wurden. Die erste Ausgabe wurde im Januar 1904 von der tiermedizinischen Assoziation des Königreichs Serbien veröffentlicht. Der erste Redakteur war Petar D. Todorović (1854–1917). Von 1920 bis 1941 wurde die Zeitschrift unter dem Namen Jugoslovenski veterinarski Glasnik von der Jugoslawischen tierärztlichen Vereinigung für Veterinärmedizin und Tierhaltung veröffentlicht. Redakteure waren prominente Experten dieser Zeit. Die Veröffentlichung der Zeitschrift wurde während der Balkankriege, dem Ersten und Zweiten Weltkrieg und der Nachkriegszeit (1912–1919 und 1941–1946) ausgesetzt. Seit 1947 wurde die Zeitschrift, die ursprünglich vom Ministerium für Land- und Forstwirtschaft und in der Folgezeit von der Vereinigung der Tierärzte und Veterinärtechniker Jugoslawiens veröffentlicht wurde, wieder mit dem gleichen Titel Jugoslovenski Veterinarski Glasnik, beginnend mit der Nummer eins, veröffentlicht. Danach wurde der Name in Veterinarski Glasnik geändert. Nach dem Zerfall der SFRJ kam es zu einer Krise in der Zeitschriftenveröffentlichung, die von der veterinärmedizinischen Fakultät der Belgrader Universität 1993 mittels der Entscheidung, die Herausgabe der Zeitschrift zu übernehmen, überwunden wurde. Somit wurde die Kontinuität der Veröffentlichung der ältesten Zeitschriften auf dem Gebiet der Veterinärmedizin in der Region bewahrt. Das hundertjährige Veröffentlichungsjubiläum der ersten Ausgabe wurde im Jahr 2004 gefeiert. Bis zum Jahr 2015 arbeitete die tierärztliche Kammer Serbiens als Mitherausgeber im technischen, redaktionellen, finanztransaktionellen Bereich sowie beim Korrekturlesen- und Liefergeschäften mit. Danach wurden alle Tätigkeiten der Zeitschrift von der veterinärmedizinischen Fakultät der Belgrader Universität vollständig übernommen. In den letzten 60 Jahren waren die Redakteure Uroš Bratanović, Sava Mihajlović, Ljubomir Kozić, Đurđe Đurđević, Božidar Marković, Zlatan Sinovec (von 2002 bis 2007) und Vitomir Ćupić (von 2008 bis 2016). Bis zum Jahr 2016 wurde Veterinarski Glasnik nur auf serbischer Sprache, mit Zusammenfassungen in Serbisch, Englisch und Russisch, sechs Mal im Jahr veröffentlicht. Seit 2017 wird Veterinarski Glasnik in englischer Sprache, mit Zusammenfassungen in Englisch und Serbisch, zweimal im Jahr, nach dem Prinzip des Open Access, welches eine bessere Verfügbarkeit der Artikel ermöglicht, veröffentlicht.

## Veröffentlichungshäufigkeit
Die Zeitschrift wurde bis 1998 zwölf Mal pro Jahr (monatlich) veröffentlicht, und 1999 wurde die Periodizität auf zweimonatlich reduziert. Seit dem Wechsel in der Redaktion und dem Übergang auf Englisch im Jahr 2017 wird die Zeitschrift Veterinarski Glasnik zweimal jährlich veröffentlicht.

## Themen
- Veterinärmedizin
- Anatomie
- Histologie
- Endokrinologie
- Physiologie
- Biochemie
- Molekularbiologie Mikrobiologie
- Immunologie
- Pharmakologie
- Parasitologie
- Pathologie
- Chirurgie
- Tierreproduktion
- Innere Krankheiten
- Infektionskrankheiten
- Hygiene und Technologie der Lebensmittel tierischen Ursprungs
- Tierernährung
- Tierhygiene
- Verhalten und Tierschutz
- Gerichtliche Veterinärmedizin

## Indizierung in Datenbanken
- DoiSerbia[2]
- SCIndeks[3]
- DOAJ[4]
- EBSCO
- CABI